# 30 يوما في الحياة (فلم)
30 يوما في الحياة (بالإنجليزية: 30 Years to Life)، هُو فيلم كوميدي أمريكي صدر سنة 2001 وأخرجته Vanessa Middleton

## وصلات خارجية
- مقالات تستعمل روابط فنية بلا صلة مع ويكي بيانات